# Василишин Ярослав Васильович
Василишин Ярослав Васильович — кандидат технічних наук, професор кафедри архітектурного проєктування Івано-Франківського національного технічного університету нафти і газу.

## Життєпис
У 1972 р. закінчив механічний факультет Івано–Франківського інституту нафти і газу (тепер — ІФНТУНГ) за спеціальністю «Технологія машинобудування, металорізальні верстати та інструменти» і почав працювати у студентському проектно-конструкторському бюро.
У 1978 р. був зарахований асистентом кафедри нарисної геометрії та інженерної графіки. Упродовж 1981—1984 рр. навчався в аспірантурі Київського інженерно-будівельного інституту (тепер — КНУБА). У січні 1985 р. отримав вчене звання кандидата технічних наук, захистивши дисертацію за спеціальністю «Нарисна геометрія та інженерна графіка».
Після закінчення аспірантури працював асистентом інституту нафти і газу, а з 1989 р. — доцентом кафедри інженерної та комп'ютерної графіки. З 1994 до 2004 р. обіймав посаду декана факультету довузівської підготовки, а з 2004 р. — декана факультету архітектури туристичних комплексів та завідувача кафедри архітектурного проєктування. У 2009—2014 рр. керував кафедрою основ архітектури. З 2015 року до вересня 2018 року — директор Інституту архітектури, будівництва і туризму.
Автор п'яти авторських свідоцтв, більше 100 наукових та науково-методичних праць, серед них: чотири навчальних посібники з грифом МОН України; курси лекцій та практикуми з предметів, що читаються на кафедрі; російсько-українські словники-довідники з інженерної, комп'ютерної графіки, архітектури та дизайну; підручник з креслення (у трьох частинах) для учнів ліцеїв, коледжів, гімназій.
Я. В. Василишин є членом Спілки дизайнерів України з 1999 р.

### Навчальна робота
- Нарисна геометрія
- Конструкції будівель і споруд

### Наукова робота
Основний напрям наукової та науково-методичної діяльності — графоаналітичне моделювання породоруйнівних поверхонь бурових доліт для їх автоматизованого проектування; встановлення єдиної термінології в царині нарисної геометрії, інженерної та комп'ютерної графіки, архітектури, дизайну.

## Вибрані публікації
- Василишин Я. В., Василишин В. Я. Російсько-український словник-довідник з інженерної та комп'ютерної графіки.–ДОП ІФНТУНГ,1999.–252 с.
- Антонович Є. А., Василишин Я. В., Шпільчак В. А. Російсько-український словник-довідник з інженерної графіки, дизайну та архітектури. — Львів: Світ, 2001. — 240 с.
- Василишин Я. В., Драганчук О. Т., Шкіца Л. Є., Василишин В. Я. Інженерна графіка: Навчальний посібник. — Івано-Франківськ: «Факел», 2004. — 256 с.
- Антонович Є. А., Василишин Я. В., Фольта О. В., Юрковський П. В. Нарисна геометрія. Практикум: Навч. посібник. — Львів: Світ, 2004. — 258 с.
- Антонович Є. А., Василишин Я. В., Шпільчак В. А. Креслення: Навч. посібник. — Львів: Світ, 2006. — 512 с.
- Шкіца Л. Є., Василишин Я. В., Таранова Р. І., Тарас І. П., Стовбенко М. Є., Василишин В. Я. Нарисна геометрія: Збірник тестових завдань. — Івано-Франківськ: Факел, 2007. — 127 с.
- Василишин Я. В. Історико-архітектурно-естетичний потенціал регіону Українських Карпат / Я. В. Василишин // Матеріали Всеукраїнської науково-методичної конференції «Туризмознавство: наукові та практичні аспекти», м. Івано-Франківськ, (22.09-23.09). 2011. — С. 140—143.
- Василишин Я. В., Василишин В. Я. Оптимізація геометричних параметрів різьбової частини насосно-компресорних труб / Я. В. Василишин, В. Я. Василишин // Матеріали міжнародної науково-технічної конференції «Інноваційні технології буріння свердловин, видобування нафти і газу для підготовки фахівців для нафтогазової галузі», 3 — 6 жовтня 2012 р., м. Івано-Франківськ. — С.107 — 110.
- Василишин Я. В. Деякі містобудівні проблеми м. Івано-Франківська / Я. В. Василишин // Матеріали дев'ятої Міжнародної науково-практичної інтернет-конференції «Сучасність, наука, час. Взаємодія та взаємовплив», 19–21 листопада 2012 р., Київ.–Ч.2.– С.33 — 37.
- Юрчишин Г. М., Василишин Я. В., Козак О. Н., Смадич І. П., Веркалець І. М. Мале місто: Практикум. — Івано-Франківськ: ІФНТУНГ, 2013. — 38 с.
- Василишин Я., Чубінський Я., Лукомська З., Поліщук Л., Новицька О., Веркалець І. Курортно-рекреаційна спадщина карпатського регіону в архітектурній освіті. Міжнародний українсько-польський науково-дослідний проєкт. — Івано-Франківськ: ІФНТУНГ, 2014. — 170 с.
- Василишин Я. В. Концепції удосконалення туристично-рекреаційної мережі території Дністровського каньйону / Я. В. Василишин // Матеріали XI Міжнародної наукової інтернет-конференції «Соціум, наука, культура», 19 — 21 січня 2015 р., Київ. — С. 48-53.
- Василишин Я. В., Василишин В. Я. Науково-дослідний проєкт «Курортно-рекреаційна спадщина Карпатського регіону в архітектурній освіті». Збірник наук.праць. Ч.2, 23-24 квітня 2015 р. — Одеса, 2015. — С.11-12.
- Василишин Я. В., Василишин В. Я. Курортно-рекреаційна спадщина Прикарпаття в архітектурній освіті. Збірник наук.праць. Ч.2, 23-24 квітня 2015 р. — Одеса, 2015. — С.13-14.
- Василишин Я. В. Обґрунтування напрямів дослідження естетичного впорядкування рекреаційних ландшафтів. Етнодизайн: Європейський вектор розвитку і національний контекст. Зб. наук. праць. Кн. 3; ПНПУ ім. В. Г. Короленка, Інститут реклами. — Полтава: ПНПУ ім. В. Г. Короленка, 2015. — С.332-337.
- Василишин Я. В., Василишин В. Я. Ландшафтне проєктування: Конспект лекцій. — Івано-Франківськ: ІФНТУНГ, 2015. — 88 с.
- Василишин Я. В., Василишин В. Я. Нарисна геометрія та інженерна графіка. Тіні в ортогональних та аксонометричних проєкціях: Практикум. — Івано-Франківськ: ІФНТУНГ, 2015. — 60 с.
- Василишин Я. В., Василишин В. Я. Проєктування парків різних функціональних типів: Методичні вказівки до курсового проєктування. — Івано-Франківськ: ІФНТУНГ, 2015. — 40 с.
- Василишин Я. В., Обиночна З. В. Інженерне обладнання будівель і споруд. Методичні вказівки до виконання практичних та розрахункових робіт з розділів «Опалення» та «Вентиляція». — Івано-Франківськ: ІФНТУНГ, 2016. — 46 с.
- Василишин Я. В., Василишин В. Я. Нарисна геометрія та інженерна графіка. Проєкція з числовими позначками. Методичні вказівки для практичних аудиторних занять та самостійної роботи. — Івано-Франківськ: ІФНТУНГ, 2016. — 64 с.
- Василишин Я. В., Василишин В. Я. Нарисна геометрія та інженерна графіка. Тіні точки, лінії, плоскої фігури. Збірник тестових завдань. — Івано-Франківськ: ІФНТУНГ, 2017. — 23 с.
- Василишин Я. В. Ферми — конструктивний інструмент архітектурної форми. // The 2 nd International scientifik and practical conference «Dynamics of the development of world science» (October 23 — 25, 2019)/ Perfect Publishing, Vancouver, Canada. 2019. p.354 — 359.
- Василишин Я. В. Несуча система як конструктивний інструмент архітектурної форми. // The 2 nd International scientifik and practical conference «Scientific achievements of modern society» (October 9 — 11, 2019). Cognum Publishing House, Liverpool, United Kingdom. 2019. p.403 — 408.
- Василишин Я. В. Arcicad — основний засіб проєктування студентів спеціальності «Архітектура та містобудування» // The 3 rd International scientifik and practical conference «Topical issues of the development of modern science» (November 13 — 15, 2019). Publishing House «ACCENT», Sofia, Bulgaria. 2019. p.191 — 195.
- Василишин Я. В. Оптимізація архітектурних проєктних рішень. Матеріали II Міжнародної науково-практичної конференції «Актуальні проблеми розвитку науки в контексті глобальних трансформацій інформаційного суспільства» (м. Київ, 25 — 26 жовтня 2019 р.) / ГО «Інститут інноваційної освіти»; Науково-навчальний центр прикладної інформатики НАН України. — Київ: ГО «Інститут інноваційної освіти», 2019. — С.172 — 174.
- Василишин Я. В. Компоновка сталевих систем перекриття і покриття у будівлях. Інноваційні вектори розвитку сучасних наукових досліджень: XXI Міжнародна науково-практична інтернет-конференція: тези доповіді, Харків, 11 жовтня 2019 р. — Ч.1. — Дніпро: ГО «НОК», 2019. — С.9 — 15.